# Modysticus
Modysticus es un género de arañas cangrejo de la familia Thomisidae. Fue descrito por el americano Willis John Gertsch en 1953.

## Especies
- Modysticus floridanus (Banks, 1895)
- Modysticus imitatus (Gertsch, 1953)
- Modysticus modestus (Scheffer, 1904)
- Modysticus okefinokensis (Gertsch, 1934)